# 667
667(육백육십칠)은 666보다 크고 668보다 작은 자연수다.

## 수학
- 합성수로, 그 약수는 1, 23, 29, 667이다. 진약수의 합은 53이므로, 667은 부족수다.
- {\displaystyle 667=23\times 29}
  - 연속하는 두 소수(素數)의 곱으로 나타낼 수 있으며, 이 성질을 지닌 앞의 수는 437, 다음 수는 899다.
- 자릿수 제곱합이 제곱수인 59번째 자연수다. ({\displaystyle 6^{2}+6^{2}+7^{2}=11^{2}}) 이 성질을 지닌 앞의 수는 663, 다음 수는 676이다. (OEIS의 수열 A175396)
- {\displaystyle 667\approx {\frac {2}{3}}\times 10^{3}}

## 과학
- NGC 667(독일어판, 프랑스어판): 고래자리 방향에 있는 렌즈형은하.
- 글리제 667: 전갈자리 방향에 있는 삼중성.

## 군사
- U-667(영어판, 독일어판): 제2차 세계 대전에 사용된 나치 독일의 군용 잠수함.

## 문화유산
- 대한민국의 보물 제667호: 예천 한천사 철조비로자나불좌상

## 작품
- 《시나 667(영어판)》(2019년): 러시아의 드라마 영화.

## 기타
- 연도: 667년, 기원전 667년